# Atlas Blue
Atlas Blue (IATA: 8A, OACI: BMM era una aerolínea de bajo costo con base en Marrakech, Marruecos. Era una subsidiaria de Royal Air Maroc y operaba servicios chárter y regulares a destinos europeos. Su base principal era el Aeropuerto Internacional Menara (RAK), en la ciudad de Marrakech.

## Historia
La aerolínea fue establecida el 28 de mayo de 2004 y empezó a operar el 26 de julio de 2004, con vuelos chárter a Francia con un único Boeing 737-400. Otros 5 Boeing 737-400 fueron transferidos desde Royal Air Maroc para expandir sus servicios hacia Bélgica, Alemania, Italia y el Reino Unido. Atlas Blue es propiedad de Royal Air Maroc (99,99%) e inversores privados (0,01%), y tenía 167 empleados.
A finales de 2009, Royal Air Maroc adquirió Atlas Blue. Como primer signo de la fusión, la página web de Atlas Blue fue retirada el 21 de enero de 2010.
La flota de Boeing 737-400 de la extinta low-cost han sido retirados.

## Destinos

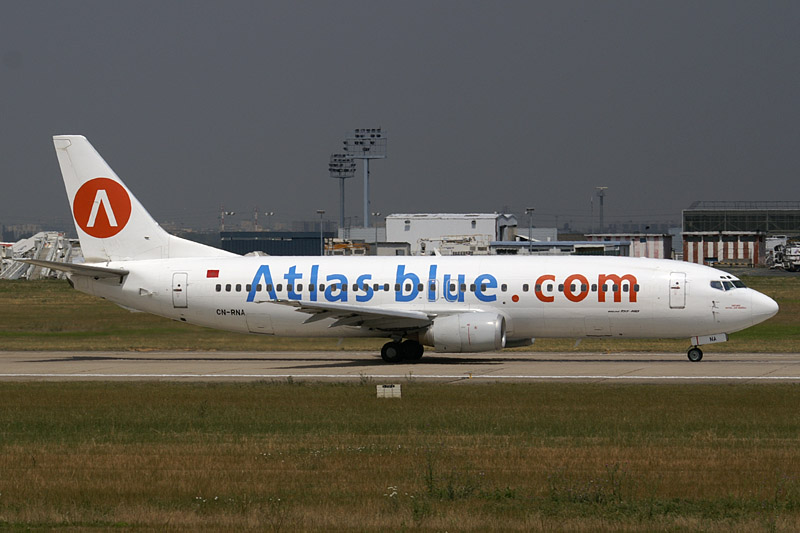
Boeing 737-400 de Atlas Blue.

Atlas Blue operaba los siguientes destinos (a febrero de 2010):

### África
- Marruecos
  - Agadir (Aeropuerto Al Massira) base secundaria
  - Alhucemas (Aeropuerto Cherif al-Idrissi)
  - Esauira (Aeropuerto Mogador)
  - Fez (Aeropuerto Saïss)
  - Marrakech (Aeropuerto Internacional de Menara)
  - Nador (Aeropuerto Internacional de Nador)
  - Uarzazat (Aeropuerto de Uarzazat)
  - Uchda (Aeropuerto Angads)
  - Tánger (Aeropuerto de Tánger)

### Europa
- Alemania
  - Dusseldorf (Aeropuerto Internacional de Düsseldorf) [estacional]
  - Fráncfort - (Aeropuerto de Fráncfort del Meno)
  - Múnich (Aeropuerto de Múnich)
- Bélgica
  - Bruselas (Aeropuerto de Bruselas-Zaventem)
- España
  - Barcelona (Aeropuerto de Barcelona)
  - Madrid (Aeropuerto de Madrid-Barajas)
- Francia
  - Burdeos (Aeropuerto de Burdeos-Mérignac)
  - Lyon (Aeropuerto Internacional Saint-Exupéry)
  - Marsella (Aeropuerto de Marsella-Provenza)
  - Metz/Nancy (Aeropuerto de Metz-Nancy-Lorena) [estacional]
  - Nantes (Aeropuerto de Nantes Atlantique)
  - Niza (Aeropuerto Internacional de Niza Côte d'Azur)
  - París (Aeropuerto de Orly)
  - Saint-Étienne (Aeropuerto Bouthéon) [estacional]
  - Toulouse (Aeropuerto Internacional de Toulouse-Blagnac)
- Holanda
  - Ámsterdam (Aeropuerto de Ámsterdam-Schiphol)
- Italia
  - Milán (Aeropuerto de Milán-Malpensa)
- Polonia
  - Varsovia (Aeropuerto de Varsovia)
- Reino Unido
  - Londres
    - (Aeropuerto de Londres-Gatwick)
    - (Aeropuerto de Londres-Heathrow)
- Suiza
  - Ginebra (Aeropuerto Internacional de Ginebra)

## Flota
Flota de Atlas Blue incluye (a 8 de diciembre de 2010):
En agosto de 2010, todos los aviones excepto dos Airbus A321 operaban como Royal Air Maroc.